# Galeodes tangkharzarensis
Galeodes tangkharzarensis är en spindeldjursart som beskrevs av Harvey 2002. Galeodes tangkharzarensis ingår i släktet Galeodes och familjen Galeodidae. Inga underarter finns listade i Catalogue of Life.